# Mariano Moreno (Politiker)

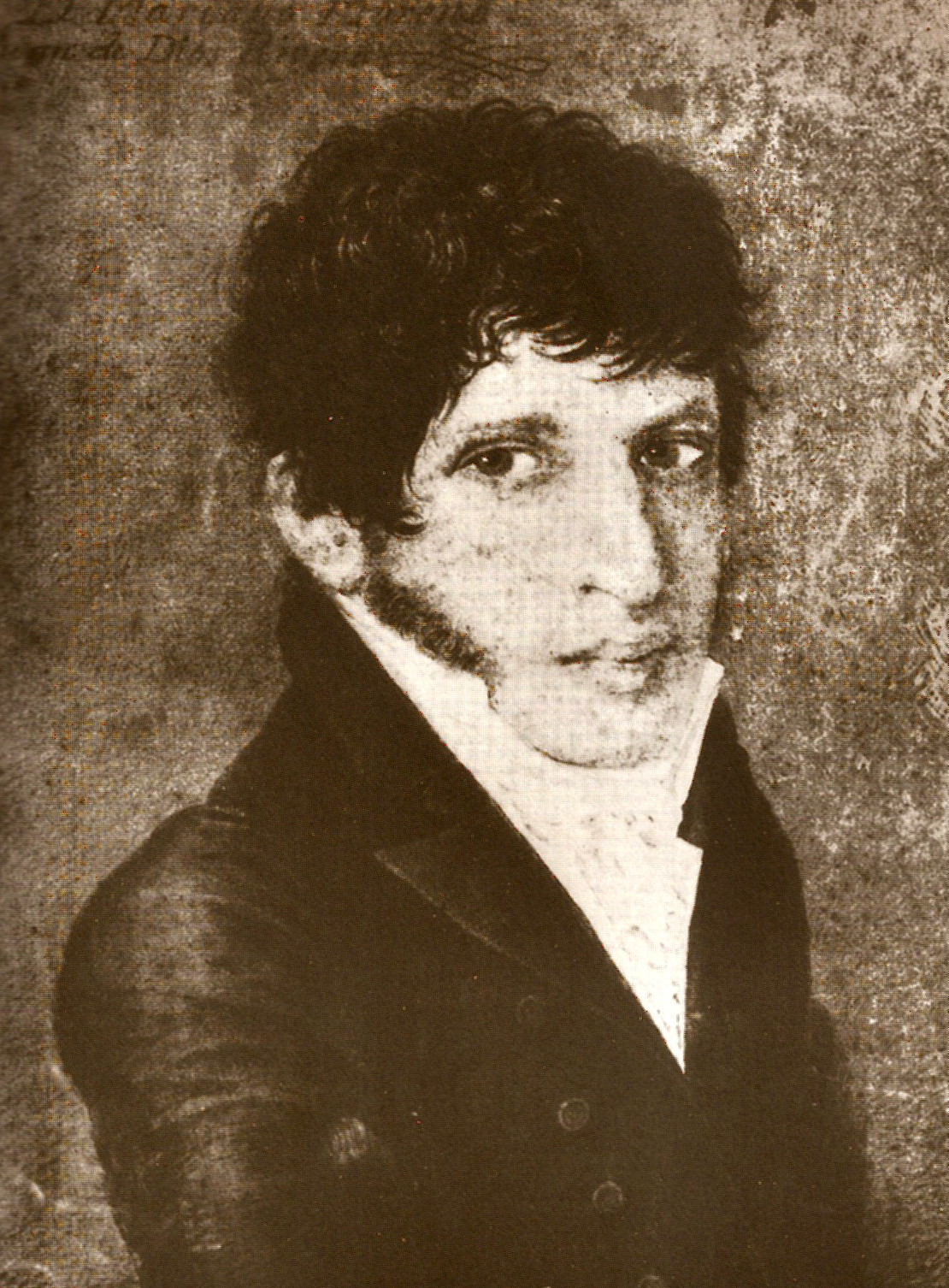
Mariano Moreno

Mariano Moreno Valle (* 23. September 1778 in Buenos Aires; † 4. März 1811 auf dem Südatlantik) war ein Rechtsanwalt und Politiker zu Zeiten der Unabhängigkeit Argentiniens.

## Leben
Mariano Moreno kam in Buenos Aires als Sohn einer Beamtenfamilie zur Welt. Sein Vater, Manuel Moreno y Argumosa, stammte aus Santander und war in der Finanzverwaltung der spanischen Kolonialbehörde tätig. Von seiner Mutter, Ana María Valle, lernte Mariano lesen und schreiben. Die finanziellen Möglichkeiten der Familie gestatteten kein Studium am Colegio de San Carlos; hier besuchte Mariano Moreno nur einige Vorlesungen als Gasthörer. Der Mönch Cayetano Rodríguez ermöglichte ihm den Zugang zu seiner Klosterbibliothek und ermunterte ihn, an der (günstigeren) Universidad San Francisco Xavier de Chuquisac in Charcas zu studieren.
Im November 1799 reiste Moreno ins Hochland und begann sein Studium zu Beginn des folgenden Jahres. Auf Wunsch seines Vaters machte er den Abschluss in Theologie, dem er Studien der Rechtswissenschaft folgen ließ.
Im Kreise der Schüler und Freunde des Klerikers Terrazas kam er mit den Ideen der Aufklärung in Berührung; seine Kommilitonen diskutierten politische und soziale Reformen.
1802 besuchte er Potosí und war von den Arbeits- und Lebensbedingungen der indigenen Minenarbeiter erschüttert. Zurück in Charcas verfasste er seine juristische Dissertation über die Arbeitspflichten der Indios. Nach seinem Abschluss trat er 1803 in die Anwaltskanzlei von Agustín Gascón ein und verteidigte mehrmals Minenarbeiter gegen ihre Arbeitgeber. Im Zuge der Prozesse erhob er schwere Vorwürfe gegen den Bürgermeister und den Provinzgouverneur. 1804 verliebte er sich in eine junge Frau aus Charcas, María Guadalupe Cuenca, die von ihrer Familie eigentlich für ein Leben im Kloster vorgesehen war; nach kurzer Zeit heirateten die beiden. Ein Jahr später kam der Sohn Mariano zur Welt.
Mit Rücksicht auf seine junge Familie entschied er angesichts der Anfeindungen und des wachsenden politischen Drucks gegen ihn in Charcas, nach Buenos Aires umzusiedeln. Hier arbeitete er ab Mitte 1805 als Anwalt. Die Real Audiencia von Buenos Aires ernannte ihn zum Berichterstatter und auch der Stadtrat nahm seine Dienste in Anspruch.
Die politische Lage in den spanischen Kolonien wurde in den Folgejahren komplexer: Napoleonische Truppen hatten 1808 das Mutterland Spanien besetzt, um Joseph Bonaparte als König an Stelle von Ferdinand VII. durchzusetzen, der sich in französischer Gefangenschaft befand. Königstreue Juntas organisierten den Widerstand in Spanien, und auch in den Kolonien in Südamerika regten sich Bestrebungen, die Regierungsgewalt selbst in die Hand zu nehmen.
Wirtschaftlich kam der monopolisierte Transatlantikhandel zwischen Spanien und Südamerika durch den Krieg mit Frankreich fast komplett zum Erliegen. Vizekönig Baltasar de Cisneros gab daraufhin den Handel weitgehend frei; die spanischen Überseehändler, die bis dahin das lukrative Handelsmonopol innehatten, protestierten heftig, die argentinischen Handelshäuser profitierten dagegen von den neuen Möglichkeiten.
In der Grundbesitzervereinigung von Buenos Aires (Representación de los Hacendados) setzte sich Mariano Moreno für den Freihandel ein; in einem Buch kritisierte er die Handelsrestriktionen zwischen dem Mutterland Spanien und seinen Kolonien. Als Herausgeber der Gaceta de Buenos Aires stritt er für die Unabhängigkeit des heutigen Argentinien in Form einer Republik. Damit zählte er zu den Radikalsten innerhalb der neu entstandenen Unabhängigkeitsbewegung.
Am 25. Mai 1810 setzte in einer hitzigen Versammlung (an der Moreno nicht anwesend war) der Cabildo Abierto von Buenos Aires den Vizekönig ab und installierte stattdessen die Primera Junta, an deren Spitze der moderate Föderalist Cornelio Saavedra stand. Mariano Moreno wurde als Kriegsminister in die Junta berufen und vertrat hier seine für die Zeit radikalen sozialen und politischen Vorstellungen. Er verfasste im August 1810 einen Plan de Operaciones, um den Aufstand gegen die spanische Kolonialmacht auch ins heutige Uruguay zu tragen. Saavedra erweiterte die durch Konflikte zwischen Zentralisten und Föderalisten lose gewordene Junta wie von Beginn an vorgesehen um Vertreter aus den anderen Provinzen zur Junta Grande. Dies geschah gegen den Willen des Zentralisten Moreno und erst, nachdem Saavedra dessen Rücktritt erreicht hatte.
Die Konflikte zwischen Moreno und Saavedra waren noch in vollem Gange, als Moreno Anfang Januar für die neue Regierung als Gesandter nach London geschickt wurde. Er sollte Ausrüstung und Waffen für die Unabhängigkeitsarmee auf den Weg bringen. An Bord der englischen Fregatte Fame fuhr er am 24. Januar 1811 Richtung Europa ab. Nachdem er sich schon vor Abreise kränklich gefühlt hatte, verschlechterte sich sein Gesundheitszustand rapide, an Bord befand sich kein Arzt, der Kapitän gab ihm wohl ein starkes Brechmittel und Moreno starb daraufhin auf See im Südatlantik.
Gerüchte, dass er vergiftet worden sei, wurden dadurch befeuert, dass die Junta am 9. Februar – also wenige Tage nach Morenos Abreise – einen Vertrag mit einem Engländer namens Curtis schloss, der praktisch identisch war mit der Mission Morenos und der für den Fall von dessen Ableben gelten sollte. Morenos Frau erhielt bald nach der Abreise ein Paket mit einem Trauerfächer und einer Notiz, dass sie diesen bald benutzen würde. Die Tatsache, dass der Kapitän der Fame angesichts Morenos Erkrankung seinen Kurs beibehielt, anstatt in Rio de Janeiro oder Kapstadt medizinische Hilfe zu suchen, und auch dass er nach Morenos Tod weiter nach London fuhr, statt nach Buenos Aires zurückzukehren, gab Raum für weitere Spekulationen.

## Ehrungen
Der 1950 erbaute Busbahnhof Mariano Moreno in Rosario, Argentinien, trägt seinen Namen, und seit 2013 auch die Nationalbibliothek der Republik Argentinien.